# عزلة بني محمد (المحويت)

تعديل مصدري - تعديل

عزلة بني محمد هي إحدى عزل مديرية بني سعد في محافظة المحويت اليمنية ويبلغ تعداد سكانها 1488 نسمة حسب التعداد السكاني في اليمن لعام 2004.